# Kazimír (tkanina)

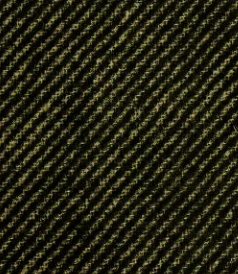
Kazimír (480 g/m²) ze začátku 20. století

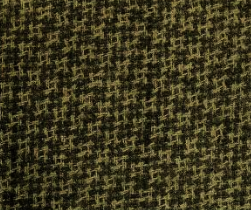
Kazimír (600 g/m²) asi z roku 1914

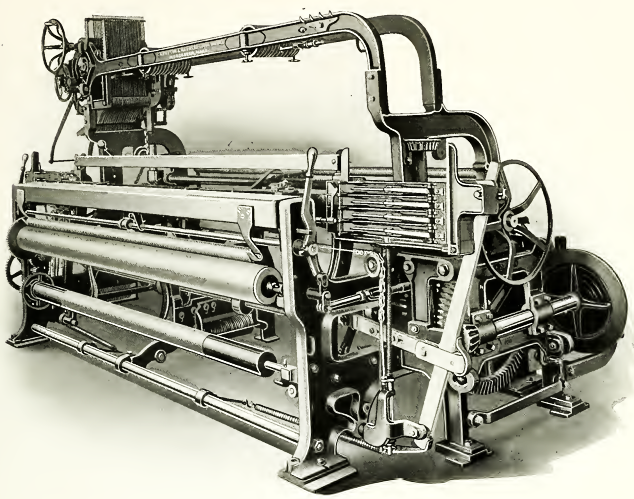
Tkací stroj na výrobu kazimíru (USA 1919)

Kazimír (angl.: cassimere, něm.: Kasimir) je antikvární druh vlnařské tkaniny. 

## Z historie  kazimíru
Podle některých historiků vyráběli kazimír soukenické cechy už ve středověku. V angličtině je tkanina s označením cassimere (kazimír) známá od roku 1774. Označení cassimere je pravděpodobně odvozeno od slova cashmere (kašmír). Tkaninu si v roce 1776 nechal patentovat jistý Francis Yerbura. Původně se vyráběla z merinové vlny dovážené ze Španělska. Když došlo začátkem 19. století k nedostatku této suroviny (zaviněnému napoleonskými válkami aj.), začala se vlna nahrazovat směsemi z bavlny, hedvábí a jemného mohéru a vznikly také tzv. efektní kazimíry (hladké, nevalchované tkaniny). Později se pro kazimír používalo také označení kerseymere. Běžné bylo provedení ve vazbě diagonálního kepru z česané vlny v osnově a z mykané v útku. Tkanina byla většinou jednobarevná, případně  melanžová, s lehce valchovaným povrchem.
V 1. polovině 19. století se vyráběla např. v  brněnských manufakturách kazimírová tkanina běžně z příze v jemnostech cca 55-90  tex v šířkách 50-70 cm. Délka kusu (partie) byla u hrubších kazimírů 23-25 m, u jemnějších 19-20 m. 
Známé byly také různé varianty: Např. celobavlněné kazimíry z měkce točené příze v útku, dvojité kazimíry tkané se dvěma útky („horní“ a „dolní“ útek),  potiskované kazimíry aj.
Kazimír se používal hlavně na kalhoty, na lehké kabátky a svrchníky.
Některé tkaniny s podobnou strukturou,  např. buckskin, cirkas, kassinet později kazimír zčásti nahradily.
Na začátkku 20. století se v USA vyráběl tkací stroj specializovaný na výrobu kazimíru (robustní konstrukce, speciální člunečník) viz dolní snímek. 
V první polovině 20. století se kazimír přestal vyrábět.